# Eudoxo de Cnido
Eudoxo (em grego:   Ευδοξος; Cnido, entre 408 e 355 a.C.) foi um astrônomo, matemático e filósofo grego.
Viajou ao Egito, de onde teria trazido o cálculo mais exato do ano solar que introduziu na Grécia. O valor que atribuía era de 365 dias e 1/4, valor adotado pelo calendário juliano.
Viveu quase sempre em sua cidade natal, onde fundou uma escola e um observatório. Definiu, também, o período de oito anos, chamado octateride e que tinha papel importante no calendário grego.
Inventou diversos instrumentos, entre os quais a "aranha", que era um quadrante solar e que foi assim chamado devido às linhas entrecruzadas que o compõem.

## Matemática
Eudoxo é considerado por alguns como o maior dos matemáticos gregos clássicos, e em toda a antiguidade, perdendo apenas para Arquimedes. Ele rigorosamente desenvolveu o Método da exaustão de Antifonte, um precursor do cálculo integral, que também foi usado de forma magistral por Arquimedes no século seguinte. Na aplicação do método, Eudoxo provou tais afirmações matemáticas como: as áreas dos círculos estão entre si como os quadrados dos seus raios, os volumes das esferas estão um para o outro como os cubos dos seus raios, o volume de uma pirâmide é um terço do volume de um prisma com a mesma base e altura e o volume de um cone é um terço da de seu cilindro correspondente.

## Astronomia
Eudoxo de Cnido propôs uma solução para a questão sobre o movimento dos astros no céu a partir do que ficou conhecido como “esferas homocêntricas”. De acordo com Eudoxo, Sol e Lua estariam presos cada um a três esferas concêntricas interligadas, de forma que o movimento combinado dessas estruturas ao redor de eixos com diferentes inclinações teria como resultado o movimento observado no céu. Os cinco planetas estariam ligados a quatro esferas cada um, a fim de explicar seus trajetos errantes, como a retrogradação. A esfera onde as estrelas estavam dispostas seriam uma só, ela se moveria de oeste para leste. O sistema de Eudoxo compreendeu um total de 27 esferas, uma dentro da outra. Ele propõe seu modelo astronômico ou cosmológico, o qual é considerado o primeiro modelo matemático (geométrico) na história da ciência para explicar os movimentos dos objetos celestes. Com este modelo se deslocam os estudos da pura especulação filosófica, dos pré-socráticos, para a construção de modelos geométricos, que irão se constituir no método aplicado pelos subsequentes astrônomos gregos. No entanto, os astrônomos da antiga Grécia substituíram o modelo de Eudoxo pelo modelo dos epiciclos, de Ptolomeu, isto foi feito, em grande parte, pelo fato da procura por um modelo matemático de maior precisão para fazer predições e comparações com as observações.
Os comentadores antigos mencionam que Eudoxo escreveu dois livros associados com astronomia: Espelhos e Fenômenos. No entanto, mesmo não tendo os livros é possível conhecer indiretamente o conteúdo do livro Fenômenos, devido ao poeta Arato (315 - 240 a.C.) que escreveu um poema denominado "Fenômenos" usando como fonte de inspiração o texto de Eudoxo. Neste texto, entre outras coisas, se apresentam informações sobre as constelações e o uso da esfera para descrever o movimento dos objetos celestes. O poema de Arato foi muito reproduzido na sua época, sendo que o grande astrônomo Hiparco (190 - 120 a.C.) menciona tê-lo utilizado.